# Patrick Fugit
Patrick Raymond Fugit (Salt Lake City; 27 de octubre de 1982) es un actor estadounidense, más conocido por su actuación en el papel principal de la película de Cameron Crowe, Casi famosos.

## Carrera
Hizo su debut como actor en una producción de la escuela que se ambientaba en el séptimo grado (representó al zapatero en Las Doce Princesas Bailarinas), Fugit seguido una carrera como actor y tuvo papeles como invitado en episodios de Tierra Prometida y Tocado por un Ángel (ambas de la CBS) en 1998. Ese mismo año sirvió como una comida para los insectos que pasan hambre en la película de Fox para la televisión, Legión de Fuego: Las hormigas asesinas. Trabajó en el Más allá de la pradera: La verdadera historia de Laura Ingalls Wilder (de la CBS), en el 2000.
Fugit se hizo mucho más conocido cuando fue elegido para el papel protagonista de la película de Cameron Crow Casi famosos , representando a un joven fan roquero, convertido en periodista. Más tarde, afirmó que su conocimiento de la música rock de la década de 1970 fue nulo («En realidad pensé que Led Zeppelin era una persona»). El rendimiento de Fugit fue ampliamente elogiado. Antes de que la película Casi famosos fuese lanzada, hizo una audición para el papel protagonista de la película de Richard Kelly, Donnie Darko.  El papel fue eventualmente dado a Jake Gyllenhaal.
Después representó a un geek, aspirante a artista, del cómic en White Oleander y un adicto a las drogas ingenuo, en la comedia de indie oscuro Spun. Su siguiente película, ¡Salvados!, presenta una mirada satírica a la derecha religiosa en la escuela secundaria. En 2005 fue coprotagonista en Los aficionados, una comedia independiente sobre una tranquila ciudad que se reúne para realizar una película pornográfica, y en 2007 coprotagonizó junto a Shannyn Sossamon en Wristcutters: A Love Story.
Fugit interpretó el papel de un chico serpiente, Evra Von, en la película Cirque du Freak: Asistente de Vampiro , lanzada el 23 de octubre del 2009. En noviembre del 2010, se agregó a la adaptación de Cameron Crowe de Benjamin Mee, Nos compramos un zoológico.

## Vida personal
Fugit nació en Salt Lake City, Utah, es hijo de Jan, una profesora de baile, y Fugit Bruce, un ingeniero eléctrico. Tiene una hermana más joven, Jocelyn, y un hermano menor, Colin. Fugit fue diagnosticado con TDAH en la escuela secundaria, lo que le llevó a tener problemas con maestros y figuras de autoridad.
Ha sido un ávido skater desde que tenía 15 años. En la película ¡Salvados!, se suponía que el personaje de Patrick originalmente iba a ser un surfista. Pero cuando Fugit fue puesto, el personaje fue cambiado a un skater por la experiencia que tenía en ese deporte.
Estuvo en la banda Mushmans junto con el actor David Fetzer, este último falleció en 2012. También está estudiando la guitarra flamenca, que tocó junto al grupo Cavedoll, en la canción «MAYDAY».

## Filmografía

### Filmografía
| Películas   | Películas                                 | Películas               | Películas |
| Año         | Película                                  | Rol                     | Otras Notas |
| ----------- | ----------------------------------------- | ----------------------- | --- |
| 2000        | Casi Famosos                              | William Miller          | |
| 2002        | Spun                                      | Frisbee                 | |
| 2002        | White Oleander                            | Paul Trout              | |
| 2004        | ¡Salvados!                                | Patrick                 | |
| 2004        | Dead Birds                                | Sam                     | |
| 2005        | The Amateurs                              | Emmett                  | Título alternativo: The Moguls                                                                                         |
| 2006        | Wristcutters: A Love Story                | Zia                     | |
| 2006        | Bickford Shmeckler's Cool Ideas           | Bickford Shmeckler      | |
| 2007        | The Good Life                             | Andrew                  | |
| 2009        | Horsemen                                  | Cory                    | |
| 2009        | Cirque du Freak: The Vampire's Assistant  | Evra el chico serpiente | |
| 2011        | Cinema Verite                             | Alan Raymond            | |
| 2011        | We Bought a Zoo                           | Robin Jones             | |
| 2012        | Thanks for Sharing                        | Danny                   | La película fue presentada en el Festival internacional de cine en Toronto (2012), y se presentó al público hasta 2013 |
| 2013        | A Night With Little Richard               | The Douche              | Cortometraje |
| 2013        | Reckless                                  | David Harrison          | Película de televisión transmitida por el canal ABC                                                                    |
| 2013        | The Trill is On                           | Michael Zanetis         | Película en producción                                                                                                 |
| 2014        | The List                                  | Alex                    | Película en posproducción                                                                                              |
| 2014        | Gone Girl                                 | Jim Gilpin              | A estrenarse en octubre de 2014                                                                                        |
| 2018        | First Man                                 | Elliot See              | |
| 2020        | My Heart Can't Beat Unless You Tell It To | Dwight                  | |
| Televisión  |                                           |                         | |
| Año         | Título                                    | Rol                     | Notas |
| 1997, 1998  | Touched by an Angel                       | Boy #1 Joey             | |
| 1998        | Legion of Fire: Killer Ants!              | Scott Blount            | Película de televisión                                                                                                 |
| 1999        | Stray Dog                                 | Duncan                  | Película de televisión                                                                                                 |
| 2001        | MADtv                                     | William Miller          | Episodio: 6.19 |
| 2003        | ER                                        | Sean Simmons            | 3 episodios |
| 2006        | House                                     | Jack Walters            | Episodio: Whac-A-Mole                                                                                                  |
| 2016        | Outcast                                   | Kyle Barnes             | Rol Principal |
| Videojuegos |                                           |                         | |
| Año         | Título                                    | Rol                     | Notas |
| 2020        | The Last of Us Part 2                     | Owen (voz)              | Captura de movimiento                                                                                                  |